# 華厳寺
華厳寺（けごんじ）は、岐阜県揖斐郡揖斐川町谷汲徳積にある天台宗の寺院。山号は谷汲山（たにぐみさん）。本尊は十一面観世音菩薩。脇侍として不動明王と毘沙門天を安置する。西国三十三所の第33番札所で満願霊場であるが、西国三十三所の札所寺院では唯一近畿地方以外にある。桜や紅葉の名所としても知られ多くの観光客で賑わう。

## 本尊真言・ご詠歌
本尊真言：おん まかきゃろにきゃ そわか
ご詠歌（現世「本堂」）：世を照らす仏のしるしありければ まだともしびも消えぬなりけり
ご詠歌（過去世「満願堂」）：万世（よろずよ）の願いをここに納めおく 水は苔より出る谷汲
ご詠歌（未来世「笈摺堂」）：今までは親と頼みし笈摺を 脱ぎて納むる美濃の谷汲

## 歴史
永禄3年（1560年）成立の『谷汲山根元由来記』によると、当寺は延暦17年（798年）に陸奥国会津の郡司で黒河郷（現・福島県会津若松市）の大口大領なる人物によって創建されたという。『由来記』によれば、大口大領は陸奥国にある文殊堂に参篭して一心に有縁の霊木が得られるようにと誓願を立てた。七日間の苦行の末、満願（七日目）の明け方に十四、五歳の童子（文殊大士と呼ばれる）が現れるとその御告げによって霊木を手に入れることができた。こうして大口大領は都の仏師に依頼して自らの信仰する十一面観音の像を造立できたという。延暦17年（798年）に大口大領は出来上がった観音像とともに会津に帰ろうとして観音像を運んだところ、しばらくして観音像は近くにあった藤蔓を切って杖にして、御笠を被って草鞋を履いて自ら歩き出したという。しかし、美濃国の赤坂（現・岐阜県大垣市）で観音像は動かなくなってしまった。すると観音像は、「遠く奥州の地には行かない。我、これより北五里の山中に結縁の地があり、其処にて衆生を済度せん」と述べ、奥州とは異なる北に向かって歩き出した。そうしてしばらくした後当地に辿り着くや観音像は歩みを止めて一歩も動かなくなった。大口大領はこの地こそが結縁の地だろうと思い、この山中に柴の庵を結んでいた豊然上人とともに堂宇を建てて観音像を安置した。これが当寺の始まりであるという。
延喜17年（917年）には醍醐天皇によって「谷汲山」の山号と「華厳寺」の扁額が下賜されている。天慶7年（944年）には朱雀天皇によって鎮護国家の道場として勅願所に定められ、仏具・福田として一万五千石が与えられたという。「谷汲山」という山号については寺付近の谷から油が湧き出し、仏前の灯明用の油が汲めども尽きなかったことに由来する。
西国三十三所霊場の中興者と伝承される花山法皇は、徒歩で霊場を巡幸し、当寺を第三十三番札所の満願所と定め、禅衣（笈摺）、杖、および三首のご詠歌を奉納したと伝え、鎌倉時代には後白河法皇が花山法皇の跡を慕って同行千有余人を従えて巡幸したという。なお、西国三十三所巡礼について触れた最も古い史料である『寺門高僧記』所収の「行尊伝」および「覚忠伝」では、第三十三番の霊場は三室戸寺になっており、園城寺（三井寺）の僧・覚忠が三十三所霊場を巡礼した応保元年（1161年）には当寺は満願所ではなかった。また、三種のご詠歌のうち「世を照らす」の歌は作者が判明しており、花山法皇ではなく、前出の覚忠の作歌である。
承久3年（1221年）の承久の乱では、朝廷側に属したため寺領を没収されている。建武元年（1334年）に足利氏と新田氏の戦乱が起こると、新田一族の堀口貞満の乱をはじめとする戦乱で幾度となく諸堂伽藍を焼失するが、本尊ならびに脇侍等は山中に移し難を逃れた。
こうして当寺は衰退したが、文明11年（1479年）に観音菩薩の夢告を受けた薩摩国鹿児島の慈眼寺住職道破拾穀（どうはじっこく）によって本堂及び諸堂が再興されたと伝えられている。

## 境内
総門をくぐると左右にソメイヨシノの桜並木、土産物店、飲食店、旅館などが立ち並ぶ参道が続く。距離にして約1キロメートル、徒歩約10分ほどで仁王門に達する。そこからはゆるやかな登りの石畳の参道となり、突き当りの石段を上ると本堂がある。本堂背後には阿弥陀堂、笈摺堂、子安堂、そこからさらに石段を上った先に満願堂が建つ。この他満願堂から徒歩約1時間ほどのところに奥の院がある。1980年代まで本堂周辺にはトロッコの線路が多数残されていた。
- 本堂 - 1879年（明治12年）に豪泰法印によって再建。入母屋造、正面五間、側面四間の外陣部の奥に棟を直行させて内陣部が接続する。本尊は十一面観音、脇侍として不動明王像（重要文化財）と毘沙門天像（重要文化財）を安置する（いずれも非公開）。堂内右手に納経所、地下に「戒壇巡り」があり、正面向拝の左右の柱には「精進落としの鯉」と称する銅製の鯉が打ち付けられている。西国三十三所巡礼を三十三番札所の当寺で満願した者は、その記念にこの鯉に触れる習わしがある。
  - 本尊・十一面観音立像 - 厳重な秘仏で写真も公表されておらず、制作年代、構造等の詳細は不明である。西国三十三所巡礼の中興者とされる花山法皇の一千年忌を機に、2008年（平成20年）から2010年（平成22年）にかけて西国三十三所の全札所寺院で「結縁開帳」が行われ、当寺の本尊は2009年（平成21年）3月1日から3月14日まで開帳された。当寺や西国三十三所札所会の発表によると、1955年（昭和30年）以来の54年ぶりの開帳であった。明治時代までは33年毎の開扉、大正時代から1955年（昭和30年）までは7年に1回の開扉であったが、同年以降定例の開扉は行われなくなった。本尊を実見した人の話として久野健（美術史家）が伝えるところによると、十一面観音像は榎の一木造、像高7尺5寸、像身に華厳経を書し、衣には三千仏像と諸仏の三昧耶形を描く特異な姿の像であるという[4]。
- 鐘楼堂
- 阿弥陀堂
- 笈摺堂 - 本堂背後にある小堂。当寺には花山法皇が禅衣（笈摺）、杖、および三首のご詠歌を奉納したとされる。この堂には今日も西国三十三所巡礼を終えた人々が奉納した笈摺、朱印帳等が置かれ、多数の千羽鶴が奉納されている。千羽鶴は折鶴（）が笈摺（）にちなむことから奉納される。
- 苔の水地蔵尊 - 花山法皇の御詠歌に由来する地蔵尊。
- 子安堂 - 笈摺堂の左隣に建つ。本尊は子安観音。安産・子宝祈願、赤子の身体健康などの願い事を記したたくさんのよだれかけが奉納されている。
- 満願堂 - 本堂から裏手に進み、笈摺堂、子安堂を出て、階段を三十三段上った先に建つ堂。周囲には「満願」の文字の刻まれたタヌキの石像が並ぶ。巡礼者はここで納め札を納める。
  - 本尊・十一面観音立像[注 1] - 一木造、像高215.7センチメートル。衣文や目鼻立ちのなど彫り方が荒々しいが作風は古風で、平安時代前期、9 - 10世紀にさかのぼる作と推定される。
- 西国三十三所観音霊場石仏群
- 奥の院 - 満願堂より約1.5キロメートルの登山を要する。もと北領にあったが、正中年間（1324年 - 1326年）の頃に移される。
- 妙法ヶ滝
- 菅原道真参籠の岩屋
- 元三大師堂
- 内仏客殿
- 庫裏
- 中門
- 本門
- 一切経堂
- 三十三所堂 - 西国三十三所観音霊場のそれぞれの札所の本尊を模した33体の観音像を祀る。
- 英霊堂
- 明王院 - 塔頭。
- 豊川分霊吨枳尼真天堂 - 豊川稲荷の分霊である吨枳尼真天を祀る。
- 地蔵院 - 塔頭。
- 羅漢堂
- 十王堂
- 一乗院 - 塔頭。
- 法輪院 - 塔頭。
- 地蔵堂
- 仁王門 - 宝暦年間（1751年 - 1764年）再建[6]。入母屋造、三間の二重門。奥の間左右に仁王像を安置。その手前、通路の左右に巨大な草鞋が奉納されている。
- 総門

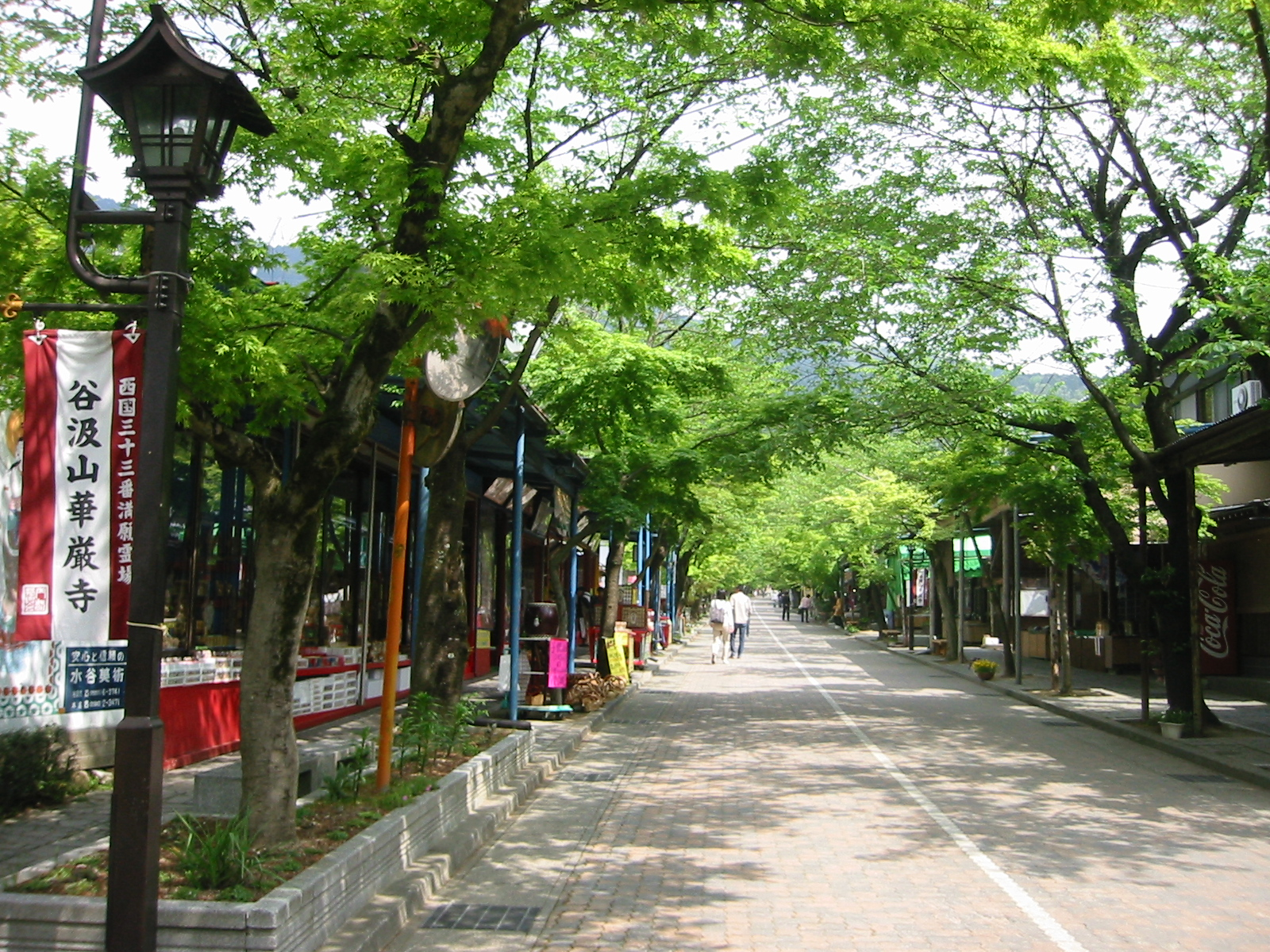
参道
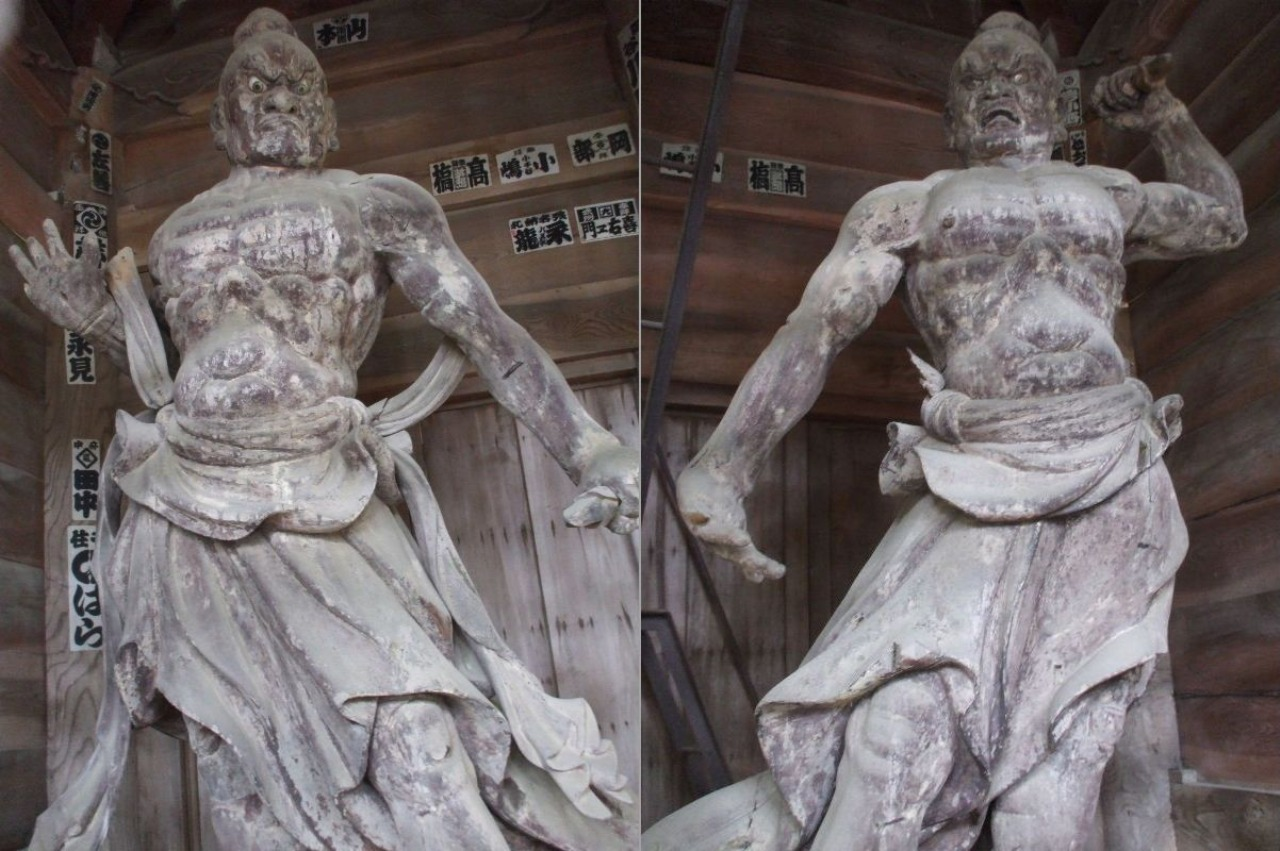
仁王像
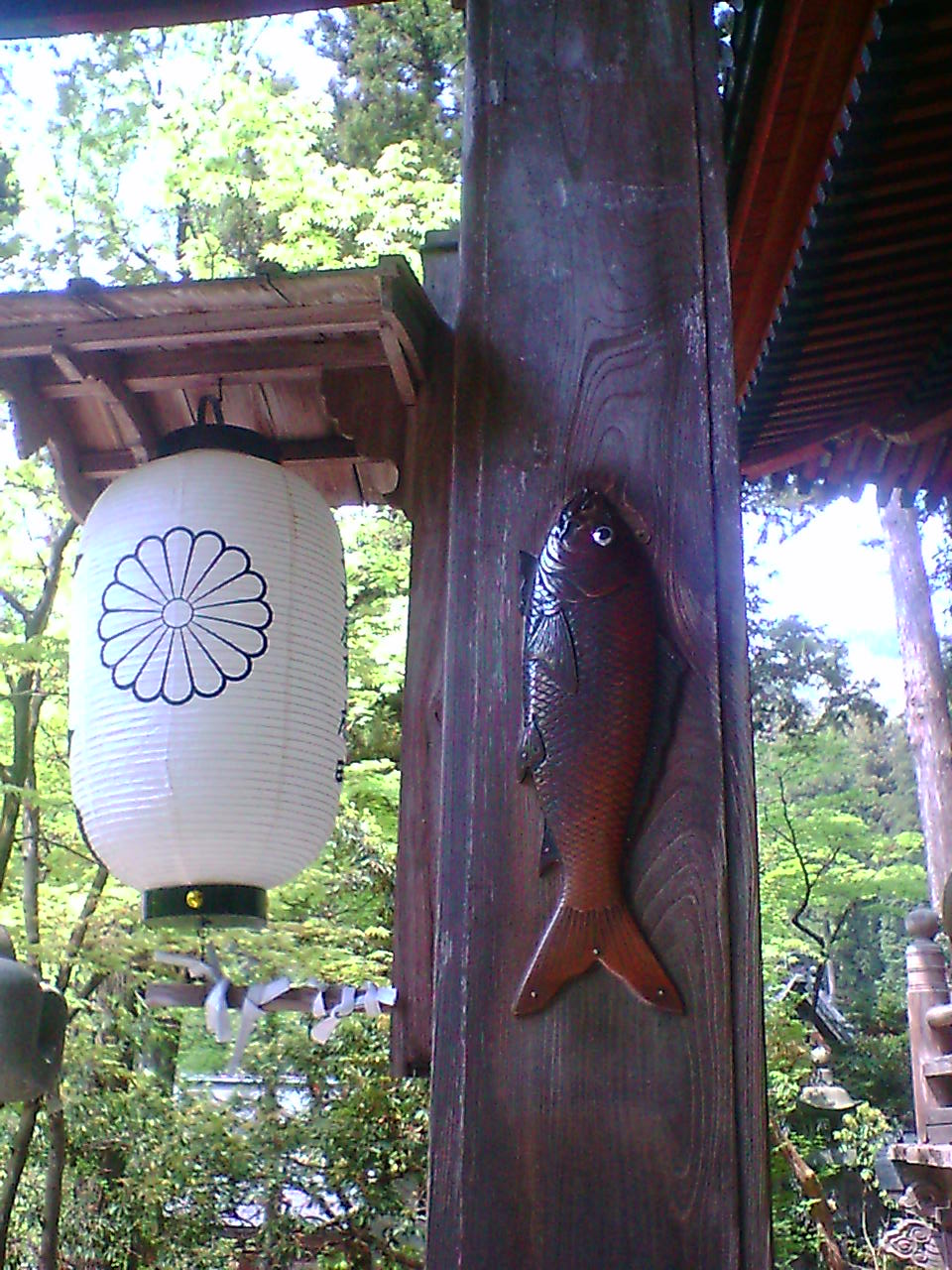
本堂向拝の精進落としの鯉
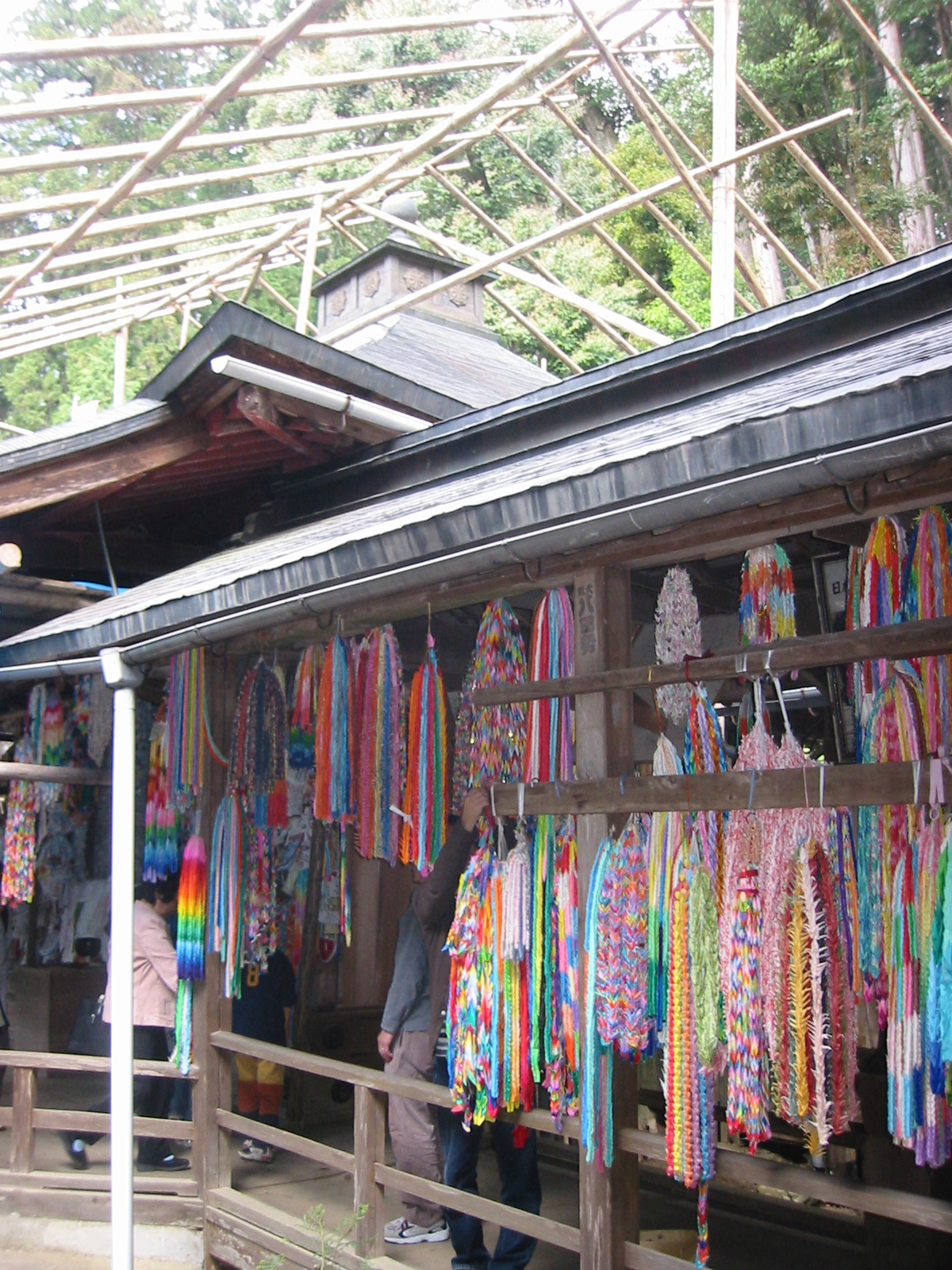
笈摺堂
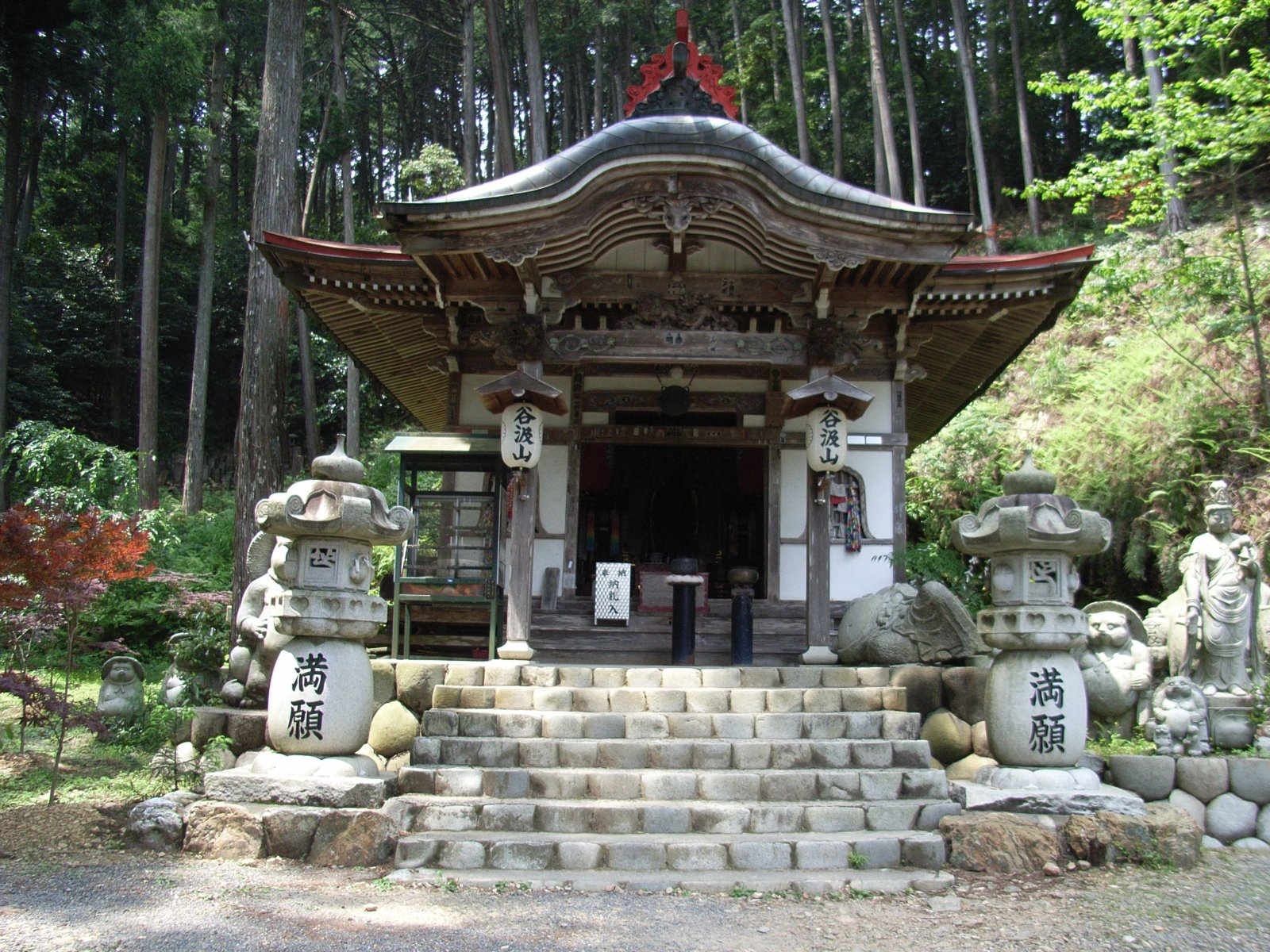
満願堂

## 文化財

### 重要文化財
- 木造毘沙門天立像[注 1] - 像高168.2センチメートル。本堂内、本尊の脇侍として安置されるが、一般には公開されていない。対をなす不動明王像は近世の作であるが、この毘沙門天像は平安時代初期、9世紀にさかのぼる古像である。本像は、陰うつな表情、太造りの体躯、頭部が体部にめり込むような表現など、日本の毘沙門天像の中でも異色の作である。
- 絹本著色三十三所観音曼荼羅 - 縦197.1センチメートル、横144.3センチメートル、鎌倉時代、2012年（平成24年）9月6日指定。

## 西国霊場第三十三番札打和讃
三十三番の打ち留は　今日の今まで親よりも
頼みにかけし笈摺を　ぬぎて納むる霊場は
みの行末の大野なる　谷くみ山に名も高き
法の蓮のけごん寺　仰ぎ見るにも尊とけれ
南無や大慈の観世音　南無や大悲の観世音

## マスコットキャラクター
谷汲山華厳寺門前町の「谷汲門前街並みづくり協議会」によってマスコットキャラクター「いのりちゃん」が制定されている。マスコットキャラクターとしては初めて三十三所の満願を達成した。この功績は三十三所札所会に認められ、「西国三十三所PR大使」「補西国巡礼大使」に任命、また特命先達にも任命された。

## 前後の札所
西国三十三所
32 観音正寺　-　33 華厳寺
東海白寿三十三観音霊場
32 法華寺　-　33 華厳寺
東海三十六不動尊霊場
32 円鏡寺　-　33 華厳寺　-　34 大徳院

## 所在地
岐阜県揖斐郡揖斐川町谷汲徳積23

## アクセス

### 鉄道・バス
- JR東海道本線 大垣駅乗り換え、樽見鉄道樽見線 谷汲口駅から揖斐川町コミュニティバスで約8分。
- JR東海道本線 大垣駅乗り換え、養老鉄道養老線 揖斐駅から揖斐川町コミュニティバス横蔵線で約25分。

※ いずれも季節運行便があり、季節運行便が運行されない日は朝夕のみとなり事実上利用できない。

### 自動車
- 東海環状自動車道（本巣IC）から約19分。
- 東海環状自動車道（大野神戸IC）から約24分。
- 名神高速道路（関ヶ原IC・養老SA/SIC・大垣IC・安八SIC・岐阜羽島IC）から共に約50分。

### その他
2001年（平成13年）までは名鉄谷汲線が近くまで伸びていて谷汲山華厳寺の巡礼客の交通の便となっていた。
毎月18日のみ岐阜駅・名鉄岐阜駅より岐阜バス【C49】「谷汲山」行きが1往復のみ運行される。